# J-31 (航空機)
Shenyang 鶻鷹

FC-31（J-31）

J-35（殲撃35　殲-35）
技術実証機
- 用途：マルチロール機
- 製造者：瀋陽飛機工業集団
- 運用者：中国人民解放軍海軍・空軍予定
- 初飛行：

  - 技術実証機　2012年10月31日[1]
  - 海軍型J-35　2021年10月29日
  - 空軍型J-35A　2023年9月26日
- 生産数：

  - 技術実証機2機
  - 輸出試作機1機
  - 海軍試作機3機
  - 空軍試作機3機
- 運用状況：

  - 試作機飛行試験
  - モックアップによる空母適合試験

J-35(殲-31)は中国瀋陽飛機工業集団が開発した技術実証機の仮称である。瀋陽飛機は独自に開発を進め輸出用戦闘機FC-31を発表。さらに海軍・空軍の採用により設計分岐したJ-35(殲-35)が開発された

## 名称
J-31として知られているが正式名称ではない。名称不明であったためにF-60（J-60）やJ-21（殲-21）などで呼ばれたが、「310工程」01号機を意味する機首マーキング「31001」からJ-31（殲-31、歼-31）が定着した。
初公開の2014年中国国際航空宇宙博覧会での展示飛行では、「鶻鷹」（シロハヤブサ）戦闘機と紹介。屋内展示された模型の説明では「鶻鷹 第四代中型多用途战斗机　FC-31 4th-genaration Multi-purpose Medium Fighter」と記載。社内では開発プロジェクト名称の「310工程」に因んで「310検証機」と呼ばれていた。
「鶻鷹」は実証機だけでなく、プロジェクト（310工程）で開発される機体全体の名称（愛称）と考えられる。また、「FC」は「Fighter China」の略で輸出用戦闘機を表し、中国軍が付与する「J（殲）」型式番号と違い、メーカーが独自に付与できる。FC-1（JF-17）、FC-20（J-10Aのパキスタン輸出案）などがあり、「31」はすでに通称となっていたJ-31に由来するとみられる。

## 概要

公開されたJ-35A

2011年1月に初飛行を行ったJ-20に続いて存在が確認された中国で2番目のステルス戦闘機である。J-20が全長20mを超える大型機であるのに対して、全長17m程度の中型双発戦闘機。
当初は空軍の次期戦闘機J-XXで非採用となったのち、瀋陽飛機が独自に第5世代ステルス戦闘機開発能力を検証するために開発した技術実証機だった。
2012年に存在が確認されたが公式に情報は開示されなかったため、軍の関与しない独自プロジェクト、
J-20と並行して開発されたハイ・ローミックスを行う補完関係、前脚にダブルタイヤを採用しているなど就役目前の空母用艦載機としてJ-15の置き換え、異なる能力を組み合わせるフォース・ミックス運用などの憶測がされたが、2013年9月に中国海軍の張召忠提督は「輸出用戦闘機であり、中国軍での使用を意図しておらず、艦上戦闘機になることはないだろう」と噂を否定。
2014年に詳細が公開され、主任設計者孫聡（スン・ツォン）により、中国軍採用を前提としない輸出用であることが確認、名称がFC-31であることが明らかにされた。工程では2019年に量産型モデル初飛行、2022年にIOC、2025年のFOC獲得を予定。
2016年12月に各種改良を施した量産試作機が初飛行。
2018年11月、人民解放軍はFC-31派生型導入を模索、プロジェクトへ資金投入。2020年6月、新たな派生型が開発されているとの報告があり、まず海軍型が2021年10月に初飛行。続いて艦載装備を省いた空軍型が2023年9月に初飛行、2024年の航空ショーにてJ-35Aとして正式に公開された。

## 技術実証機

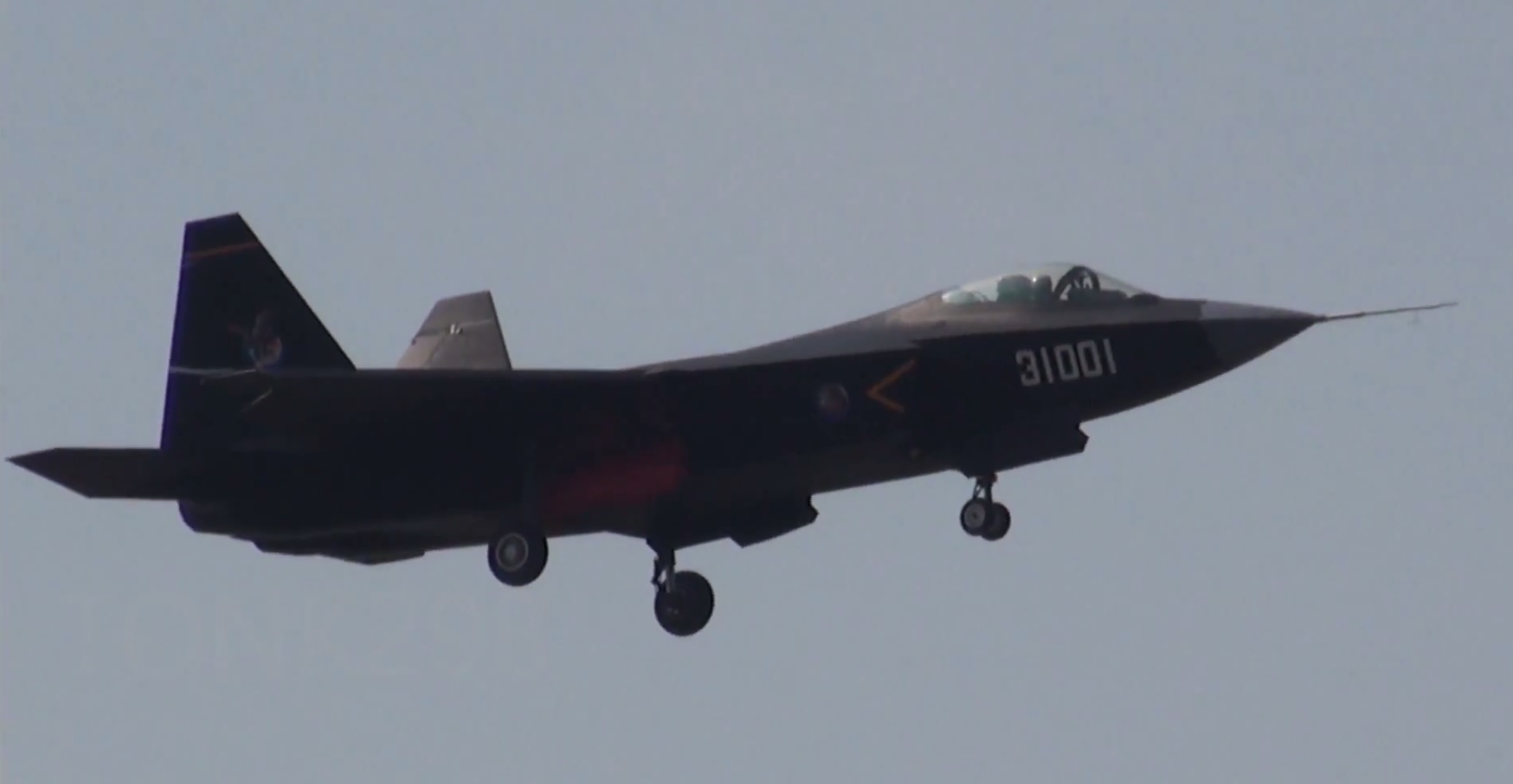
飛行中の実証機

中国では2000年代に第5世代（中国では戦闘機の世代わけが異なり、第4世代（四代）呼称）戦闘機計画J-XXの設計コンペが行われ、成都飛機工業公司の設計案（後のJ-20）が採用された。敗者となった瀋陽飛機は開発した技術を用いてステルス開発能力を示す技術実証を自己資金で行うことにした。
瀋陽飛機J-XX案はJ-20と同様の大型機であったが、その設計では中国軍に採用される見込みが薄いこと、小型低コスト化すれば海外への輸出も見込まれることから、機体規模はF/A-18レガシーホーネット相当の中型機となった。2012年までに飛行試験機と地上（静態）試験機が製作されたとみられる。
2012年夏頃より機体画像が流出し始め、9月には飛行場で駐機中の画像を確認。双垂直尾翼には「鶻鷹」のエンブレムが描かれていた。2012年10月31日にJ-11BS付き添いの下で初飛行したと報じられた。
2013年1月に再び画像が流出。11月には戦闘爆撃機型らしきCAD画像が流出。FB-22のように胴体が延長され、カナードが付加されていた。しかし、この画像は瀋陽飛機のJ-XX案であった可能性もある。
2014年4月には、中国製エンジンWS-13を搭載したと思われるFC-31が確認されたと報じられた。11月に開かれた航空ショーにおいて初めて技術実証機が一般公開され、展示飛行も行われた。同時に輸出型FC-31の1/2スケール模型が展示され、外形・装備ともに技術実証機とは相違点が多かった。
2021年6月、静的試験の完了した地上試験機が瀋陽飛機の航空博覧園に展示された。機体は飛行試験機と同じカラーに塗装され、機番も31001がマーキングされた。

### 設計
仮称J-31とされた機体で情報公開以降はFC-31と呼ばれ、バージョン2.0登場により区別のためにバージョン1.0、FC-31 1.0、FC-31V1とされる。飛行試験機「31001」が確認、地上試験機が 「31002」とする説もある。
外形
同期のJ-20やアメリカのF-22、F-35およびロシアのSu-57と同様、ステルス性を強く意識した設計でRCS（レーダー反射断面積）を低減するため胴体側面を傾斜させ、主翼と尾翼の前・後縁の角度や、機体側面と垂直尾翼の傾斜を極力統一している。J-20がステルス性に疑問の残る先尾翼形式であったの対し、通常の水平尾翼を持っている。平面形状は単発と双発の差はあるもののF-35に類似しているが、側面形状は垂直尾翼も含めてF-22に似ている。
空気取り入れ口にはやFC-1から導入したダイバータレス超音速インレット（DSI）を採用。
機体には複合材料が多用されており、胴体と主翼は一体成型で作られている。そのため、パーツ数はとても少なく第4世代機の半分以下であるとされる。
2015年北京航空ショーによれば、離陸滑走距離400m、着陸滑走距離600mと優れたSTOL性能を持っている。
武装
胴体下面にはウェポンベイの扉らしきものがあり、開閉可能だが実際に武装搭載できるかは確認されていない。
エンジン
FC-1用にロシアより輸入したクリモフ RD-93 (推力85.4kN) が使用されたと考えられ、これを横に並べて双発としている。
エアインテークなどRD-33に最適化されておらず、最初の展示飛行では吸気不足から頻繁に黒煙をはいている。
エンジンノズル形状はごく一般的なものであり、後方からのRCSの低減や、排気の赤外線対策は行われていない。
エンジンベイは後々のエンジン換装を想定して、RD-93より径の大きいWS-13に合わせて製作されたため、機体後部とエンジンノズルの間に隙間が見られる。
ロシアはFC-31にRD-93エンジンを供給するとしており、RD-93の推力を91kNまで向上させたRD-93MAの開発契約を結んでいたことから、量産型で搭載される可能性もあったが、この改良型エンジンは今のところJF-17（FC-1）ブロック3でのみ採用されている。
アビオニクス
コックピットは、2014年の航空ショーで公開された空軍の将来コックピットのフライトシミュレータが母体となると思われる。このシミュレータは20×8インチの大型タッチパネル式液晶ディスプレイと小型液晶ディスプレイとホログラフィック式の広角HUDで構成されており、HMDとの併用も想定されていた。操縦桿はジョイスティック方式のサイドスティックである。

## 輸出型「FC-31」
2014年の航空ショーで展示された模型では各翼形状、一体型キャノピー、機首下光学照準システム追加、主脚格納扉形状、鋸歯状エンジンノズル、機体とノズルの隙間の整形など空力・ステルス性を考慮した変更点がみられる。胴体下に中央で仕切られたウェポンベイがあり、内部にPL-12空対空ミサイルが4発搭載されていた。2008年の航空ショーで中国ガスタービン研究所（CGTE）が、推力9,500kg（20,943 lbs）の軸対称推力偏向ノズルを出展しており、推力偏向が搭載されるとの推測もある。2015年のドバイ航空ショーではエンジンが中国製になることが発表され、WS-13発展型で推力100kNだとされた。
2016年12月23日、実証機から各種設計変更の行われた量産試作機が初飛行した。
2020年4月にプライマー塗装だった試作機と異なるグレーに塗装された機体が発見され、8月にはさらなる改良を施したFC-31がまもなく登場すると報道。
9月には「31003」号の飛行が確認された。
2024年02月のサウジアラビア防衛展示会で大幅な進歩を遂げたバージョン3.0の模型が展示された。

### 設計
実証機バージョン1.0から実用戦闘機としての再設計により、様々な変更が施されている。バージョン2.0はFC-31 2.0、FC-31V2と呼ばれ、プロトタイプ「31003」が確認されている。
外形
燃料タンクとミサイルを収納するウェポンベイの容量を拡大するため、胴体と主翼が再設計。全長が17.3 メートルに伸び、最大離陸重量が28トン増加。これにより戦闘半径が1,250kmに延長、ウェポンベイの中距離AAM搭載数が4発から6発に増加した。DSIエアインテーク、翼の後退角、エンジン間隔、胴体拡張、垂直尾翼など少なくとも9箇所の変更が施されている 。キャノピーは防風が分割されていた2ピースから一体成形に変更。ランディングギア格納扉は前脚が右片開から観音開き、主脚が内開きから外開きに変更されている。
エンジン
実証機と異なり、初めから国産のWS-13を搭載。エンジンノズルは通常のものだが、エンジンベイは鋸歯状の処理が施されている。
アビオニクス
レドームのピトー管が後日撤去されており、アクティブフェーズドアレイ レーダーなどの搭載テストが行われたと推測される。機体下面にはEOTSなどのセンサーを設置するためのソケットや翼下パイロン用ハードポイントらしきものも確認できる。

## 国内型「J-35」

飛行中のJ-35A

2020年7月に新型艦上戦闘機が開発中であることと、2021年に初飛行する可能性があることが伝えられた。
2021年6月、武漢にあるフルスケール空母シミュレーション・プラットフォームの甲板上にFC-31に似たモックアップが出現。同施設にはKJ-600早期警戒管制機のモックアップもあり、海軍型が開発されている見方が強まった。10月には通常の黄色と異なる緑色のプライマー塗装の施された艦載仕様の機体が初飛行した。
2022年7月にはロービジ塗装と人民解放軍マーキングの施された機体が見つかる。
2023年9月に主翼形状などが異なる陸上仕様とされる機体が初飛行。
2024年2月、大連での2度目の近代化改装を終え海上試験中の空母「遼寧」の甲板にJ-35モックアップが確認され、続けて4月には上海で艤装中の空母「福建」でもモックアップが確認、同時に早期警戒機KJ-600、カタパルト対応のJ-15B、電子戦機J-15D、艦上練習機JL-10Jも確認されている。11月の航空ショーにて空軍型J-35AがJ-15T、J-15D、J-20Sと共に公開された。

### 設計
解放軍から資金提供を受け、艦載機ベースで再開発されたことでFC-31V2から機体構成は大きく変更。当初名称不明のため、尾翼の「J」をかたどった鮫のテールアートと「35」の数字からJ-35と仮称されていたが、2024年11月に正式に形式番号と公表された。海軍型は「350001」、「350003/3503」、「350005/3505」が確認されており、航空ショーで披露された空軍のA型も最低3機存在する。

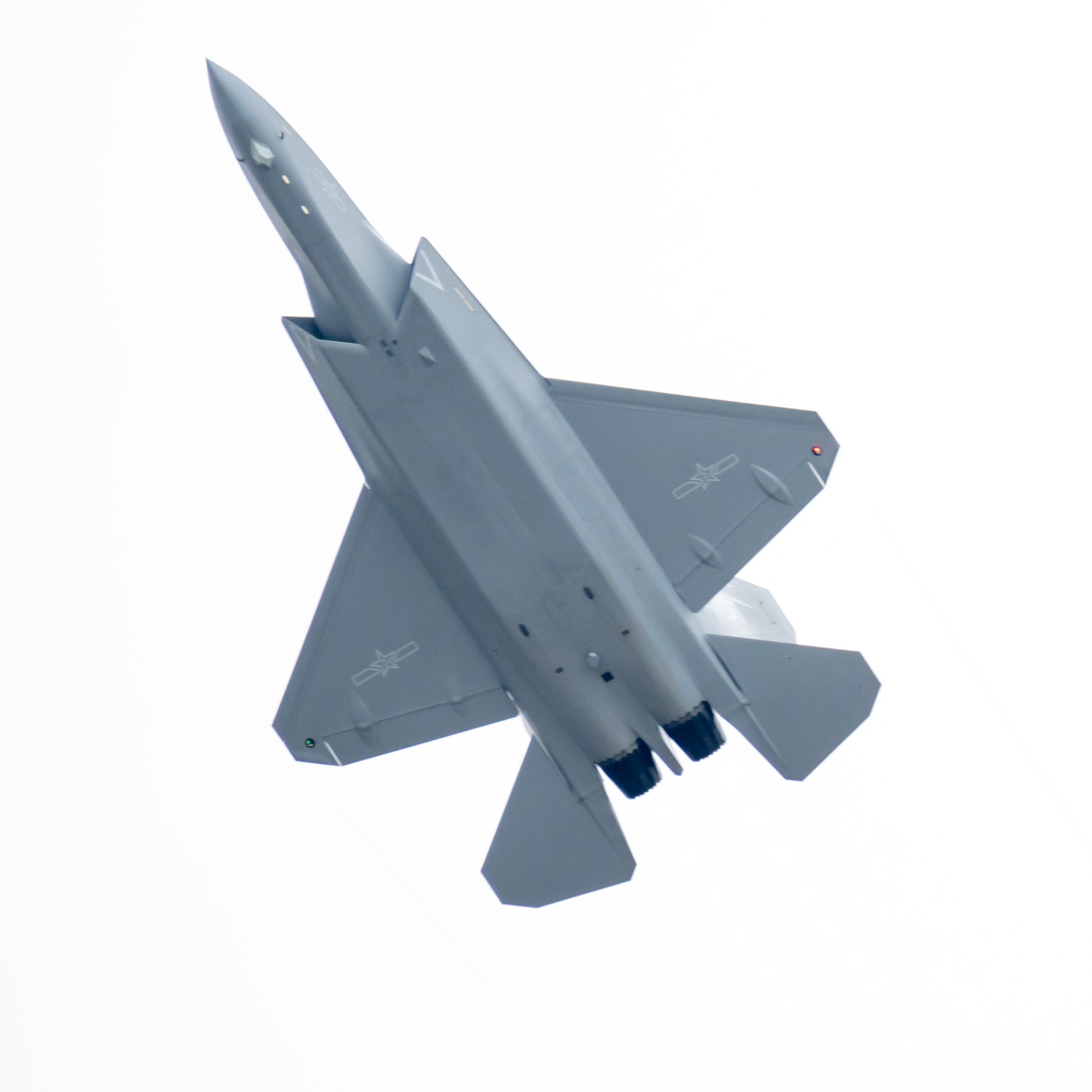
J-35A底面

外形
キャノピー後部が短くなり、後方ヒンジから前方ヒンジに変更。DSIエアインテークが大型化。
海軍型ではランディングギアが強化され、前脚にはカタパルトと接続するためのローチンバーが追加。翼が大型化され、主翼に折り畳み機構が追加。アレスティング・フックは見られないが格納式とされる。
陸上型では翼が小型化（主翼・水平尾翼はFC-31とも異なる形状）。垂直尾翼の動翼先端部が非可動に。右インテーク上にラムエア熱交換器（ラムエアで燃料を冷却して機内温度を下げる）を追加。前脚で初めてシングルタイヤを採用。アレスティング・フックが不要なため、同じ場所に格納式の角柱型レーダーリフレクターを装備（海軍型では外付けのシリンダー型リフレクター）。尾翼可動がピボット式（海軍型、FC-31も同じ）とヒンジ式が確認されている。
エンジン
初期はWS-21(WS-13E)を搭載、後にWS-19へ換装。エンジンノズルはどちらも鋸歯形状。
遼寧・山東のホイールロックの大型化や甲板でのモックアップ試験など、スキージャンプ発艦にも対応する推力を持つ可能性がある。
アビオニクス
機首にEOTS、EODASが追加。レドームも大型化している。
その他
エアインテーク横のエンジンナセル側面に6角形の蓋らしき構造が見受けられ、側方フェイズドアレイレーダーという説のほか、前方可変ノズルのではとの推測があり、ハリアーのペガサスエンジンに似たエンジンを搭載したSVTOL機の試作機である可能性も推測された。

## 型式
FC-31V1(FC-31 1.0)
技術実証機。
FC-31V2(FC-31 2.0)
輸出試作機。
FC-31(FC-31V3、FC-31 3.0、J-31)
輸出量産機
J-35
FC-31V2から政府の資金提供を受け開発分岐した中国海軍機。空母運用にも対応。
J-35A
J-35から艦載装備を省いた中国空軍機。公開前にはJ-31Bとも呼ばれた（サイドウェポンベイがあるなど実機と異なる）。

## 配備

### J-35
中国
中国軍用機であることが公開されたが、海軍・空軍共に配備は始まっていない。
- 中国人民解放軍海軍（予定）
- 中国人民解放軍空軍（予定）

### FC-31
先述のように輸出を見据えて開発しており、2012年11月の航空ショーで輸出用ステルス機のコンセプトモデルを展示。正式な価格は提示されていないが1億ドルより安いとしている。F-35に次ぐ、輸出可能ステルス戦闘機である。
 パキスタン
公開当初、中国製戦闘機を採用しているパキスタンが30-40機購入する事を交渉中であるとされたが、しばらく動きはなかった。
2024年1月パキスタンはJ-10CPに続き、FC-31取得を表明。8月にはパキスタンのパイロットが中国で中国でFC-31の訓練を受けていると報じている。
 エジプト
2024年にエジプトはアメリカとの関係複雑化やイスラエルのF-35に対抗するため、J-10CEとともにFC-31導入を中国と協議している。
その他
2012年にアルゼンチンが導入検討していたとされるが、JF-17の輸出ですらもとん挫しており、続報はない。

## 仕様

### FC-31V1
推定含むスペック
諸元
- 乗員：1名
- 全長：16.8 m
- 全幅：11.5 m
- 全高：4.8 m
- 最大離陸重量：25,000 kg
- 通常離陸重量：17,500 kg
- 空虚重量：12,500 kg
- 主翼面積：40.0 m2
- 機体寿命：6,000 - 8,000時間（30年間）
- エンジン：
  - 初期 RD-93（アフターバーナー時最大推力85.4kN）×2
  - 後期 WS-13（アフターバーナー時最大推力86.37kN）×2

性能
- 最高速度：M1.8
- 兵器類最大搭載重量：8,000kg
  - ウェポンベイハードポイント×4に2,000 kg。
  - 外部ハードポイント×6に6,000 kg
- 機内燃料戦闘半径：1,200 km
- 上昇限度：16,000 m
- 離陸滑走距離：400 m
- 着陸滑走距離：600 m
- Gリミット：+9/-3G

武装
- SD-10A×4[8]
- PL-9
- 小直径爆弾（英語版）

### FC-31V2
推定含むスペック。
諸元
- 全長：17.3 m
- 最大離陸重量：28,000 kg
- 主翼面積：50.0 m2
- エンジン：
  - WS-13（アフターバーナー時最大推力86.37kN）×2
- アビオニクス:
  - KLJ-7A AESAレーダー
  - DAS光学警報装置

性能
- 機内燃料戦闘半径：1,250 km
- ウェポンベイハードポイントに中距離AAM6発、ASM4発、侵徹爆弾4発を選択可能

### J-35
推定含むスペック。
諸元
- 全長：17.6 m
- 全幅：13.4 m
- 最大離陸重量：35,000 kg
- エンジン：
  - 初期 WS-21（WS-13E） （アフターバーナー時最大推力93 kN）×2
  - 後期 WS-19 （アフターバーナー時最大推力98 kN）×2
  - 三次元推力偏向ノズル搭載
- アビオニクス:
  - AESAレーダー
  - EOTS
  - EODAS

性能
- 最高速度：M2.2
- 機内燃料戦闘半径：1,350 km

武装
- PL-10E
- PL-15E
- ウェポンベイ搭載用に翼折り畳み機構を搭載[61]。